# Genová terapie

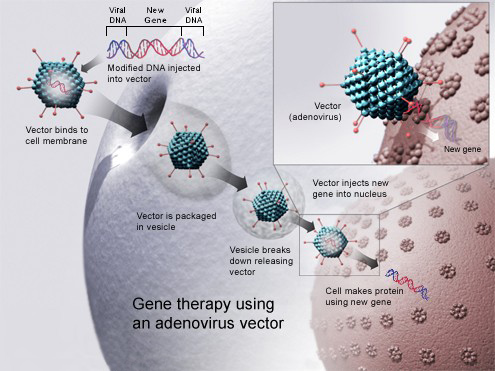
Genová terapie, postup s využitím virů jako vektorů DNA

Genová terapie je léčebný postup, při němž je do genomu pacienta vložena sekvence DNA, přičemž tato sekvence kóduje nějaký chybějící nebo nefungující protein. Tato metoda by mohla být v budoucnu použita k léčbě např. dědičných onemocnění. Postup se však potýká stále s jistými problémy a nebyl dosud zaveden do lékařské praxe. Jedním z otazníků je způsob, jak vložit DNA do genomu pacienta – nejčastěji se v experimentech používají viry schopné přenést svou DNA do genomu hostitelských buněk.

## Historie
První komerční genová terapie byl Gendicine, z roku 2003 (Čína) pro léčbu některých typů rakoviny. V roce 2011 Neovasculgen byl registrován v Rusku jako první svého druhu genová terapie onemocnění periferních cév. Na konci roku 2012 byla schválena první genová terapie (Glybera) v EU i USA pro vzácné dědičné onemocnění.
V současnosti (prosinec 2019) je v Číně vyvíjeno nebo testováno přibližně 325 nových přípravků genové terapie, v USA dalších 250 a v evropských zemích (nejvíc ve Francii, Británii a Německu) přibližně 70 nových léků.

## Moderní terapie
Genová terapie patři mezi tzv. moderní terapie (advanced therapy). Podle směrnice ES se za léčivý přípravek pro takovou terapii považuje též přípravek pro somatobuněčnou anebo genová terapie a přípravek tkáňového inženýrství. Podmínkou zařazení do těchto skupin je úprava buňky anebo tkáně a fakt, že slouží k obnově, opravě nebo nahrazení tkáně. U moderních terapií musí u vkládané tkáně dojít buď k zásadní manipulací k cílené změně její struktury anebo musí plnit u použití u příjemce jinou základní funkci než u dárce (může jít o stejnou osobu). Demonstrativní výčet tzv. nezásadních manipulací obsahuje příloha č. 1 k Nařízení ES (řezání, rozmělňování, tvarování, odstřeďování, lyofilizace, zmrazení, kryoprezervace, vitrifikace atd.). O zařazení do té či oné kategorie v případě pochybností rozhoduje Komise pro moderní terapie.